# Gymkhana
Gymkhana är ryttartävlingar som avser prestera vighet genom att från hästryggen till exempel ta upp olika föremål från marken. Gymkhana kommer ursprungligen från Indien under 1800-talet och har utövats särskilt inom engelska kolonialtruppernas kavalleri.

## Gymkhana som ridsport
Gymkhana är numera en ridsport som även kallas mounted games och som härstammar från England. Den infördes där 1957 av överste Sir Mike Ansell vars syfte var att skapa en tävling för barn som inte hade råd med en dyr ponny och inte kunde tävla i de klassiska ridsportgrenarna. Gymkhana etablerades som tävlingsgren och kom under det följande decenniet även att sprida sig utanför Storbritanniens gränser. Den kom den till Sverige 1986.  Numera finns det även en internationell organisation för gymkhana, International Mounted Games.
Mounted games kan enkelt beskrivas som stafettlekar till häst. Det finns många olika grenar med olika svårighetsgrad både som lag- par- och individuella genar. Exempel på tävlingsgrenar är slalomridning, fånga upp ringar med ett träsvärd, placera flaggor i koner.

## Tidig gymkhana i Sverige
Gymkhana är även en gammal sport i Sverige. I Kungliga bibliotekets samling med vardagstryck i Stockholm finns trycksaker från olika sporter och tävlingar. På enstaka blad från 1903 finns gymkhana med som sport, men det kan finnas trycksaker från tidigare år. På trycksakerna samsas sporten med aktiviteter som kanonrullning och flaggplockning och förmodligen var det en typ av militärsport, till häst.[källa behövs]